# Pablo Álvarez Núñez
Pour les articles homonymes, voir Pablo Álvarez, Álvarez et Núñez.
Pablo Álvarez est un joueur de football espagnol né le 14 mai 1980 à Oviedo. Il évolue au poste de milieu de terrain.

## Biographie
Avant de commencer sa carrière professionnelle, Pablo Álvarez débute dans le club de CD Lugo avant de rejoindre les Asturies et le Sporting Gijón. Il fait sa première apparition le 19 mai 2001 avec la défaite 1-2 contre le Real Betis en Deuxième division et apparaît 161 matchs sous ce maillot. À Gijón, on lui donne le surnom de Tibu (diminutif de Tiburón requin en espagnol) pour ses célébrations lorsqu'il marque un but, il mimait une nageoire de requin sur sa tête.
Il participe également à la résurrection de l'équipe de Galice en décembre 2005, où elle jouait son premier match depuis 75 ans contre l'Uruguay. Grâce à l'Arrêt Bosman il signe librement au Deportivo La Corogne en août 2006.
Le 3 février 2007, il fait son premier match avec le Depor contre RCD Majorque en rentrant à la 74e minutes à la place de Riki (1-0).
Après un prêt à Racing Santander pour six mois où il joua 25 matchs, il retourne au Depor pour s'y imposer.
Le 26 février 2009, en Coupe UEFA 2008-2009, il reçoit un carton rouge en fin de match contre les danois d'AaB Ålborg et ne peut empêcher la cuisante élimination du Depor.

## Palmarès
- Deportivo La Corogne
  - Vainqueur de la Coupe Intertoto : 2008
  - Vainqueur de la Liga Adelante : 2012